# Albert Grünwedel
Albert Grünwedel, född 31 juli 1856, död 28 juli 1935, var en tysk orientalist och arkeolog.
Grünwedel var 1904-20 föreståndare för den indiska avdelningen vid Museum für Völkerkunde i Berlin. Han företog jämte Georg Huth grävningar vid Idiqutschahri i Turfan i Östturkestan och 1906-07 tillsammans med Albert von Le Coq i Kuchar och Turfan, samtliga av stor betydelse för kunskapen om den orientaliska forntiden. Bland hans arbeten märks Buddhistische Kunst in Indien (1893. 2:a upplagan 1920), Mythologie de Buddhismus in Tibet under der Mongolei (1900), Altbuddhistische Kultstätten in Chinesisch-Turkestan (1912) samt Alt-Kutscha (1920).